# بطلمیوس سرانوس
بطلمیوس سرائونوس (زبان یونانی: Πτολεμαῖος Κεραυνός </link> Ptolemaios Keraunos ; دوره ۳۱۹ پیش از میلاد – ژانویه / فوریه ۲۷۹ پیش از میلاد) یکی از اعضای خاندان بطلمیوسی و برای مدت کوتاهی پادشاه مقدونیه بود. او به عنوان پسر بطلمیوس اول سوتر، در اصل وارث تاج و تخت مصر بطلمیوسی بود، اما به نفع برادر کوچکترش بطلمیوس دوم فیلادلفوس کنار گذاشته شد. او به لیسیماخوس پادشاه تراکیه و مقدونیه گریخت و در آنجا درگیر دسیسه‌های درباری شد که منجر به سقوط آن پادشاهی در سال ۲۸۱ قبل از میلاد به دست سلوکوس اول شد. او سپس سلوکوس را ترور کرد و تاج و تخت مقدونیه را بمدت هفده ماه قبل از مرگش در نبرد با گول‌ها در اوایل سال ۲۷۹ قبل از میلاد، تصاحب کرد. لقب او کرائونوس یونانی به معنای «آذرخش» است و به شخصیت بی حوصله، تندخو و ویرانگر او اشاره دارد.

## اوایل زندگی و خروج از مصر
بطلمیوس پسر ارشد بطلمیوس اول سوتر، پادشاه مصر، و همسر اول او اوریدیک، دختر آنتی پاتر، نایب السلطنه مقدونیه بود. پدرش یکی از سرداران اسکندر مقدونی بود که جانشین او شد و سلسله بطلمیوسی (کلئوپاترا) را تأسیس کرد. او احتمالاً در سال ۳۱۹ قبل از میلاد، بلافاصله پس از ازدواج والدینش، به دنیا آمد و اولین فرزند از شش فرزند آنها بود. بین سال‌های ۳۱۷ و ۳۱۴ قبل از میلاد، بطلمیوس اول با یکی از زنان منتظر اوریدیک به نام برنیس ازدواج کرد و صاحب فرزندان دیگری از جمله پسر دیگری به نام بطلمیوس دوم شد. در ابتدا بطلمیوس سراونوس وارث فرضی بود، اما با بزرگتر شدن پسر برنیس، جنگ قدرتی بین دو برادر ناتنی شکل گرفت که با خروج بطلمیوس سرونوس از مصر در حدود ۲۸۷ قبل از میلاد به اوج خود رسید. بطلمیوس دوم در ۲۸ مارس ۲۸۴ قبل از میلاد توسط بطلمیوس اول به‌طور رسمی به مقام نایب السلطنه ارتقا یافت.

## سقوط لیسیماخوس و سلوکوس
پس از خروج از مصر، بطلمیوس سراونوس به دربار لیسیماخوس که بر مقدونیه، تراکیه و غرب آسیای صغیر حکومت می‌کرد و احتمالاً پدرخوانده اش بود رفت. دربار لیزیماخوس در مورد حمایت از سرونوس دچار چند دستگی شد. از یک طرف، خود لیسیماخوس از ۳۰۰ قبل از میلاد با خواهر بطلمیوس دوم، آرسینوی دوم ازدواج کرده بود. از سوی دیگر، وارث لیسیماخوس، آگاتوکلس، با خواهر سراونوس، لیساندرا ازدواج کرد. دو خواهر قبلاً بر سر جانشینی دچار درگیری بودند که احتمالاً آمدن سرانوس باعث تشدید آن شد. لیسیماخوس در نهایت حمایت از بطلمیوس دوم را برگزید و این تصمیم را در مقطعی بین سال‌های ۲۸۴ و ۲۸۱ قبل از میلاد با ازدواج دخترش آرسینوی اول با بطلمیوس دوم تأیید کرد.
ادامه درگیری در دربار لیسیماخوس منجر به اعدام آگاتوکلس در ۲۸۲ قبل از میلاد شد. سیر وقایع و نقش بطلمیوس سراونوس در آنها نامشخص است. به گفته یکی از مورخان، ممنون، این بطلمیوس سراونوس بود که مرتکب قتل آگاتوکلس شد. تمام منابع دیگری که به سرونوس اشاره می‌کنند، او را در این مناقشه در کنار آگاتوکلس قرار می‌دهند و گزارش می‌دهند که او بیوه آگاتوکلس، خواهرش لیساندرا، را در راهیابی به دربار سلوکوس اول همراهی کرد. این قتل اعتراض گسترده‌ای را از سوی رعایای لیسیماخوس برانگیخت. سلوکوس با مشاهده فرصتی برای مداخله برای منافع خود، در اوایل سال ۲۸۱ قبل از میلاد به پادشاهی لیسیماخوس حمله کرد. این لشکرکشی در نبرد کوروپدیوم به اوج خود رسید که در آن لیسیماخوس کشته شد و سلوکوس پادشاهی او را به امپراتوری خود ضمیمه کرد. پس از نبرد کوروپدیوم، بطلمیوس سرانوس تحت کنترل سلوکوس قرار گرفت. سلوکوس سراونوس را به حلقه درونی خود وارد نمود و شاید قصد داشت در صورت درگیری با مصر بطلمیوسی از او به عنوان ابزاری برای امتیازگیری استفاده کند.
در سپتامبر ۲۸۱ قبل از میلاد، سلوکوس از هلسپونت گذشت و آماده حمله به مقدونیه شد. اما هنگامی که سلوکوس در مکانی به نام آرگوس در حال قربانی کردن بود، او را به قتل رساند و تلاش کرد کنترل قلمروهای سلوکوس، محافظ سابق خود، را به دست گیرد. بنابراین سرونوس مسئول مرگ آخرین جانشین اسکندر مقدونی بود.

## پادشاه مقدونیه

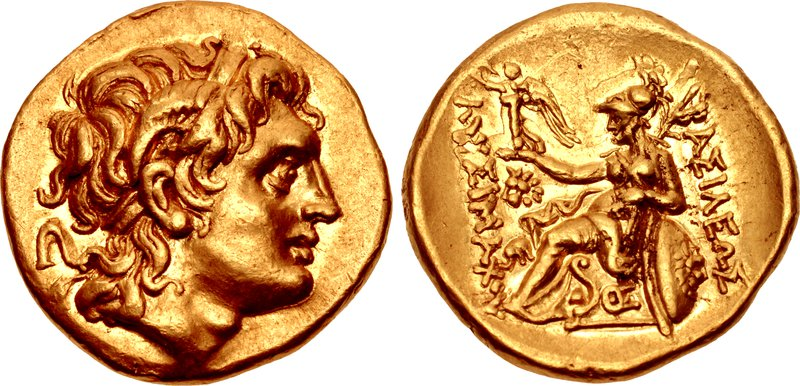
استاتر طلا به نام لیزیماخوس که اسکندر مقدونی را نشان می‌دهد، ضرب ق. ۲۸۰ قبل از میلاد، احتمالاً توسط بطلمیوس سرونوس ضرب شده است.

پس از ترور سلوکوس، سراونوس به لیسیماکیا شتافت، جایی که خود توسط بخشی از ارتش سلوکوس که در آنجا حضور داشتند، به حکومت رسید. در این زمان او نیز رسماً از ادعای خود بر تاج و تخت مصر صرف نظر کرد. به نظر می‌رسد مجموعه ای از استاترهای طلا و تترادراخم‌های نقره ای ضرب شده در لیسیماکیا متعلق به این دوره باشد. آنها همان طرح سکه‌های قبلی لیسیماکوس را دارند: سر اسکندر مقدونی با شاخ آمون در جلو و تصویری از آتنا که نشسته است و یک نایک را در دست خود بالا گرفته است. در پشت سکه‌ها BASΙΛΕΩΣ ΛΥΣΙΜΑΧΟΥ (پادشاه لیسیماخوس) نوشته شده است و پشت آن شامل دو نماد کوچک است: سر شیر که نماد لیسیماخوس بود و یک فیل کوچک. از آنجایی که فیل نماد سلوکوس بود، این سکه‌ها گاهی با دوره کوتاه حکومت سلوکوس بر منطقه بین نبرد کوروپدیوم و ترور او مرتبط شده است. با این حال، هالشتاین استدلال کرده است که این سکه‌های بطلمیوس سراونوس بود که قصد داشتند او را به عنوان وارث قانونی لیسیماخوس و در اختیار داشتن نیروی هولناکی از فیل‌ها معرفی کنند. موضوع خیلی کوچک بود؛ سراونوس هرگز به نام خود سکه ضرب نکرد.
آنتیگونوس گوناتاس که پدرش دمتریوس اول پولیورستس از ۲۹۴ تا ۲۸۸ قبل از میلاد پادشاه مقدونیه بود، تلاش کرد تا کنترل مقدونیه را به دست گیرد، اما بطلمیوس سراونوس او را در یک نبرد دریایی شکست داد و او را در شهر دمتریاس در تسالی محبوس کرد. مجموعه ای از تترادراخم‌های ضرب شده در آمفیپولیس (ضرابخانه اصلی مقدونیه) که نشان می‌دهد تریتون کوچک در حال دمیدن در شیپور است، گاهی اوقات با این پیروزی همراه بوده است، اما این موضوع مورد تردید قرار گرفته است، زیرا به نظر می‌رسد یک سال پس از مرگ سراونوس ضرب شده است.
بطلمیوس سراونوس همچنین با پیرهوس اپیروس که بخش غربی مقدونیه را از ۲۸۸ تا ۲۸۴ قبل از میلاد کنترل می‌کرد، ائتلاف کرد و به تهدید حمله از سوی او پایان داد. این اتحاد به پیرهوس اجازه داد تا به ایتالیا حمله کند و در جنگ پیرهیک علیه جمهوری روم بجنگد. جاستین گزارش می‌دهد که سراونوس تعداد زیادی نیرو در اختیار پیرهوس قرار داد: ۵۰۰۰ پیاده، ۴۰۰۰ سواره نظام و ۵۰ فیل، و می‌گوید که این اتحاد با ازدواج دختر سراونوس با پیرهوس تحکیم شد. برخی از محققین نسبت به این گزارش تردید داشته و پیشنهاد می‌کنند که جاستین بطلمیوس سراونوس را با بطلمیوس دوم اشتباه گرفته است، زیرا آنها شک دارند که سراونوس توانسته باشد در این لحظه چنین تعداد زیادی از سربازان را نجات دهد. انجام این ازدواج مورد مناقشه است. اگر دختری بوده باشد، سرنوشت او پس از ازدواج نامعلوم است.

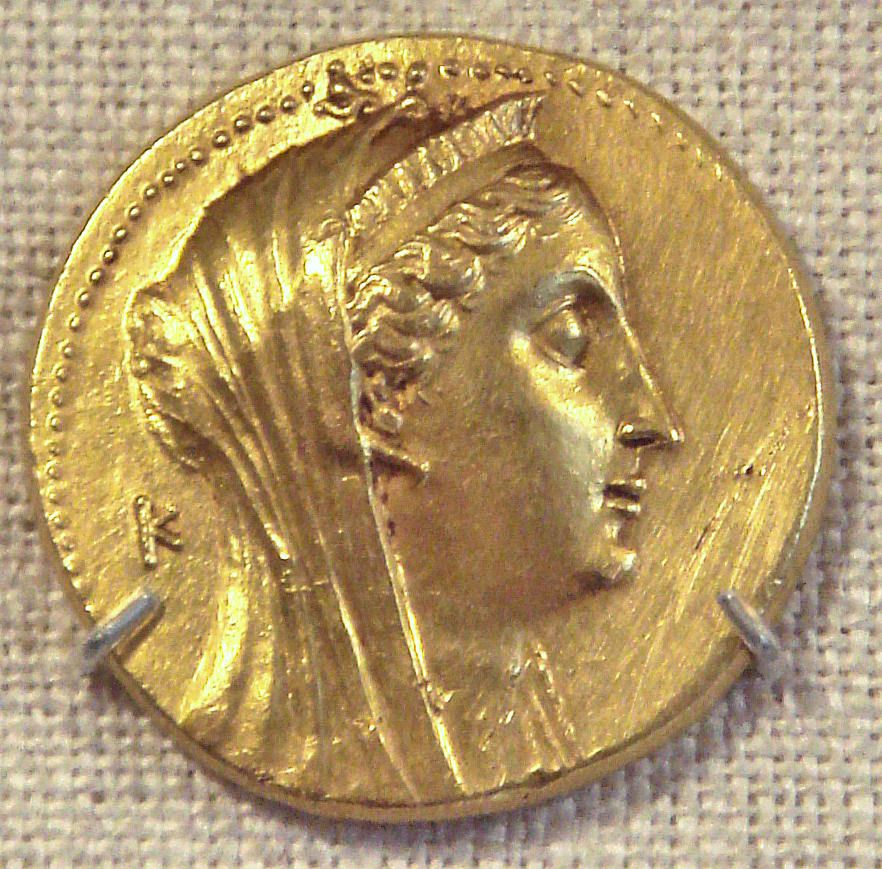
سکه بطلمیوس دوم که آرسینوی دوم را نشان می‌دهد

بطلمیوس سراونوس بعداً توسط پسر لیسیماخوس و پادشاه ایلیریا به نام مونونیوس مورد حمله قرار گرفت. پسر لیسیماخوس توسط منبع بازمانده شناسایی نشده است، اما الیزابت دی. کارنی استدلال می‌کند که این پسر بطلمیوس اپیگونوس، پسر ارشد آرسینو از لیسیماخوس بود. مونونیوس ممکن است پادشاه داردانیان بوده باشد که پس از قتل برادران کوچکترش او را به پادشاهی پذیرفت.

## مرگ
در ژانویه یا فوریه ۲۷۹ قبل از میلاد، گروهی از گول‌ها به رهبری بولژیوس از شمال به مقدونیه حمله کردند. دیودوروس سیکولوس گزارش می‌دهد که بطلمیوس تندخو حاضر نشد تا قبل از حمله به ارتش بولژیوس منتظر رسیدن کامل نیروهایش بماند، در حالی که جاستین گزارش می‌دهد که او با بی‌ادبی پیشنهادات دیپلماتیک بولژیوس را رد کرد. او همچنین با گستاخی از کمک یک نیروی داردانی متشکل از ۲۰۰۰۰ نفر که توسط یک پادشاه داردانی پیشنهاد شده بود خودداری کرد. هنگامی که نیروها به نبرد پیوستند، سراونوس مجروح شد و توسط گول‌ها اسیر شد، آنها او را کشتند، سر او را بر نیزه ای سوار کردند و آن را در اطراف میدان جنگ چرخاندند. وقتی مقدونی‌ها دیدند که رهبرشان کشته شده است، گریختند. مرگ بطلمیوس سراونوس باعث هرج و مرج شد، و گولها از این طریق بقیه یونان و آسیای صغیر را تصرف کردند. بلافاصله پس از مرگ سراونوس، تاج و تخت مقدونیه توسط برادر کوچکترش Meleager تصاحب شد، اما او در عرض چند ماه توسط سربازانش برکنار شد. تعدادی از پادشاهان به مدتی کوتاه به دنبال او به حکومت رسیدند. این وضعیت حدود دو سال به طول انجامید تا اینکه آنتیگونوس گوناتاس در سال ۲۷۷ قبل از میلاد در نبردی در نزدیکی لیسیماکیا، تراکیه، گول‌ها را شکست داد. پس از این پیروزی او به عنوان پادشاه مقدونیه شناخته شد و قدرت او در نهایت به بقیه یونان گسترش یافت.

## ازدواج‌ها و فرزند
بطلمیوس سرونوس ظاهراً یک دختر داشت که در اواخر سال ۲۸۱ یا ۲۸۰ قبل از میلاد با پیرهوس ازدواج کرد. وجود این ازدواج مورد اختلاف است، اما اگر چنین می‌شد، سرونوس باید در حدود ۳۰۰–۲۹۵ قبل از میلاد با مادرش ازدواج کرده باشد. کریستوفر بنت پیشنهاد می‌کند که او ممکن است دختر لیسیماخوس باشد، که بطلمیوس اول در آن سال‌ها با او ازدواج کرد.
بطلمیوس در اواخر سال ۲۸۱ یا اوایل سال ۲۸۰ قبل از میلاد، به عنوان بخشی از نقشه ای برای تصرف شهر کاساندریا و قتل فرزندانش، با بیوه لیسیماخوس، آرسینوی دوم، خواهر ناتنی خود، ازدواج کرد. مشخص نیست که آیا این ازدواج واقعاً انجام شده است یا خیر، اما آرسینو بلافاصله پس از عروسی از مقدونیه گریخت.

## کتابشناسی - فهرست کتب
- - Hollstein, W. (1995). "Münzen des Ptolemaios Keraunos". Schweizerische Numismatische Rundschau. 74: 13–25.